# Pisselberg
Pisselberg ist ein Ortsteil der Stadt Dannenberg (Elbe) in der Samtgemeinde Elbtalaue im Landkreis Lüchow-Dannenberg in Niedersachsen.

## Geographie
Das Dorf liegt 1,5 km nordwestlich vom Kernbereich von Dannenberg auf einer flachen, länglichen Geländeerhebung in der Jeetzelniederung. Die zur Dorfseite hin bedeichte Jeetzel fließt am südwestlichen Ortsrand vorbei. Direkt am nördlichen Siedlungsrand verläuft auf einem Damm die Bahnlinie Hitzacker-Dannenberg.

## Geschichte
In der Nacht vom 21. auf den 22. August 1847 brannte das Dorf anscheinend vollständig nieder, wie aus zahlreichen Hausinschriften hervorgeht. Anschließend erfolgte der Wiederaufbau unter Ausdünnung des alten Siedlungskerns und reihendorfartiger Ausdehnung entlang der Straße nach Dannenberg. Von den giebelständigen Vierständer-Hallenhäusern wurden diverse mit ihren Wirtschaftsgiebeln nicht zur Dorfstraße, sondern zur Aue („Marsch“) ausgerichtet. Durch den späteren Bau der Bahntrasse (1869–73) wurde diesen Häusern der direkte Zugang zur Niederung abgeschnitten. Das heutige Ortsbild ist im Kern recht wenig verändert gegenüber der Wiederaufbauzeit von 1848. Im Südosten gab es aber später eine Ortserweiterung mit einigen Neubauten.
Am 1. Juli 1972 wurde Pisselberg in die Stadt Dannenberg (Elbe) eingegliedert.
Der Sender Dannenberg-Pisselberg, eine Sendeanlage für Mittelwellenrundfunk, war von 1978 bis 1998 in Betrieb. 2014 wurde der Mast demontiert.